# IC 343
IC 343 est une galaxie lenticulaire vue par la tranche et située dans la constellation de l'Éridan. Sa vitesse par rapport au fond diffus cosmologique est de 1 719 ± 25 km/s, ce qui correspond à une distance de Hubble de 25,4 ± 1,8 Mpc (∼82,8 millions d'al). IC 343 a été découverte par l'astronome américain Frank Müller en 1887.
À ce jour, deux mesures non basées sur le décalage vers le rouge (redshift) donnent une distance de 28,450 ± 2,051 Mpc (∼92,8 millions d'al), ce qui est tout juste à l'intérieur des valeurs de la distance de Hubble.

## Groupe de NGC 1407
IC 343 fait partie du groupe de NGC 1407. Ce groupe comprend au moins 9 galaxies. Les autres galaxies du groupe sont IC 346, NGC 1359(?), NGC 1407, NGC 1440, NGC 1452, ESO 548-44, ESO 548-47 et ESO 548-68. Notons que selon le site « Un atlas de l'Univers » de Richard Powell, la galaxie NGC 1359 fait partie du groupe qui porte son nom, le groupe de NGC 1359.